# Klaus Lippold
Klaus W. Lippold (* 14. Februar 1943 in Bochum) ist ein deutscher Politiker (CDU).
Er war von 2005 bis 2009 Vorsitzender des Ausschusses für Verkehr, Bau und Stadtentwicklung des Deutschen Bundestages und war von 2000 bis 2005 Stellvertretender Vorsitzender der CDU/CSU-Bundestagsfraktion.

## Leben und Beruf
Nach dem Abitur 1962 in Plettenberg absolvierte Lippold ein Studium der Volkswirtschafts- und der Betriebswirtschaftslehre an der Universität zu Köln, welches er 1967 als Diplom-Volkswirt beendete. Während seines Studiums trat er 1962 in den wissenschaftlichen katholischen Studentenverein Unitas-Landshut Köln ein. Von 1967 bis 1972 war er am Institut für Einkommenspolitik und soziale Sicherung in Köln tätig. Danach arbeitete er als Referent im Verein deutscher Maschinen- und Anlagenbau und ist seit 1977 Geschäftsführer der Vereinigung der hessischen Unternehmerverbände und der Landesvertretung Hessen des BDI. Weiterhin ist Lippold Geschäftsführer des Industrieverbandes Kunststoffbahnen e.V. 1978 erfolgte seine Promotion zum Dr. rer. pol. an der Universität Köln mit der Arbeit „Ansatzpunkte zur systemorientierten Betrachtung des Verbandes - Analyse der deutschen Kolpingsfamilie - ein Beitrag zur Verbandstheorie“. 
Klaus Lippold ist verheiratet und hat zwei Töchter.

## Partei
Lippold trat 1969 in die CDU und die Junge Union (JU) ein. Er war von 1974 bis 1977 Vorsitzender des JU-Kreisverbandes Offenbach-Land und gehört seit 1978 dem CDU-Landesvorstand in Hessen an. Von 1982 bis 2000 war er außerdem Vorsitzender des CDU-Kreisverbandes Offenbach-Land.

## Abgeordneter
Lippold gehört seit 1972 der Stadtverordnetenversammlung seines Wohnortes Dietzenbach an.
Ab 1983 war Lippold Mitglied des Deutschen Bundestages. Hier war er von 1990 bis 1994 Vorsitzender der Enquête-Kommissionen Vorsorge zum Schutz der Erdatmosphäre und Schutz der Erdatmosphäre und von 1994 bis 2000 Vorsitzender der Arbeitsgruppe Umwelt, Naturschutz und Reaktorsicherheit der CDU/CSU-Bundestagsfraktion. Von Februar 2000 bis Oktober 2005 war Lippold schließlich stellvertretender Vorsitzender der CDU/CSU-Fraktion. Seit Oktober 2005 ist er Vorsitzender des Ausschusses für Verkehr, Bau und Stadtentwicklung.
Klaus Lippold ist 1998 und 2002 über die Landesliste Hessen und sonst stets als direkt gewählter Abgeordneter des Wahlkreises Offenbach in den Deutschen Bundestag eingezogen. Bei der Bundestagswahl 2005 erreichte er hier 43,7 % der Erststimmen. Bei der Bundestagswahl 2009 verzichtete er altersbedingt auf eine Kandidatur und schied aus dem Bundestag aus.